# Тьяго Кабальєро
Тьяго Кабальєро (ісп. Tiago Caballero, нар. 27 травня 2005) — парагвайський футболіст, нападник клубу «Насьйональ» і молодіжної збірної Парагваю.

## Клубна кар'єра
Народився 27 травня 2005 року. Вихованець футбольної школи клубу «Насьйональ». Дорослу футбольну кар'єру розпочав 2023 року в основній команді того ж клубу, кольори якої захищає й донині.

## Виступи за збірну
Протягом 2024 років залучається до складу молодіжної збірної Парагваю. На молодіжному рівні зіграв у 6 офіційних матчах.
Того ж 2024 року був включений до заявки олімпійської збірної Парагваю для участі у футбольному турнірі на тогорічних Олімпійських іграх у Парижі.

## Статистика виступів

### Статистика клубних виступів
Станом на 14 липня 2024
| Сезон             | Команда           | Чемпіонат         | Чемпіонат | Чемпіонат | Національний кубок | Національний кубок | Національний кубок | Континентальні кубки | Континентальні кубки | Континентальні кубки | Інші змагання | Інші змагання | Інші змагання | Усього | Усього | Усього |
| Сезон             | Команда           | Ліга              | Ігор      | Голів     | Ліга               | Ігор               | Голів              | Ліга                 | Ігор                 | Голів                | Ліга          | Ігор          | Голів         | Ігор   | Голів  |        |
| ----------------- | ----------------- | ----------------- | --------- | --------- | ------------------ | ------------------ | ------------------ | -------------------- | -------------------- | -------------------- | ------------- | ------------- | ------------- | ------ | ------ | ------ |
| 2023              | «Насьйональ»      | ПД                | 16        | 2         | КП                 | 1                  | 0                  | КЛ                   | 0                    | 0                    |               | -             | -             | 17     | 2      |        |
| 2024              | «Насьйональ»      | ПД                | 13        | 1         | КП                 | 0                  | 0                  | КЛ+ПАК               | 3+3                  | 0                    |               | -             | -             | 19     | 1      |        |
| Усього за кар'єру | Усього за кар'єру | Усього за кар'єру | 29        | 3         |                    | 1                  | 0                  |                      | 6                    | 0                    |               | -             | -             | 36     | 3      |        |